# Mercer (Missouri)
Mercer és una població dels Estats Units a l'estat de Missouri. Segons el cens del 2000 tenia 342 habitants.

## Demografia
Segons el cens del 2000, Mercer tenia 342 habitants, 165 habitatges, i 97 famílies. La densitat de població era de 377,3 habitants per km².
Dels 165 habitatges en un 24,2% hi vivien nens de menys de 18 anys, en un 46,7% hi vivien parelles casades, en un 9,1% dones solteres, i en un 41,2% no eren unitats familiars. En el 38,2% dels habitatges hi vivien persones soles el 24,2% de les quals corresponia a persones de 65 anys o més que vivien soles. El nombre mitjà de persones vivint en cada habitatge era de 2,07 i el nombre mitjà de persones que vivien en cada família era de 2,75.
Per edats la població es repartia de la següent manera: un 21,6% tenia menys de 18 anys, un 6,7% entre 18 i 24, un 23,7% entre 25 i 44, un 20,8% de 45 a 60 i un 27,2% 65 anys o més.
L'edat mediana era de 44 anys. Per cada 100 dones de 18 o més anys hi havia 77,5 homes.
La renda mediana per habitatge era de 23.906 $ i la renda mediana per família de 27.750 $. Els homes tenien una renda mediana de 24.583 $ mentre que les dones 16.406 $. La renda per capita de la població era de 13.493 $. Entorn del 18,1% de les famílies i el 26,3% de la població estaven per davall del llindar de pobresa.

## Poblacions més properes
El següent diagrama mostra les poblacions més properes.